# Exorista fulvicornis
Exorista fulvicornis là một loài ruồi trong họ Tachinidae.